# 糜蛋白酶原
糜蛋白酶原（英语：Chymotrypsinogen），也叫胰凝乳蛋白酶原，是糜蛋白酶的无活性前体（酶原），糜蛋白酶是一种消化酶，可将蛋白质分解成更小的肽。糜蛋白酶原是由245个氨基酸残基组成的单一多肽链。它在胰腺的腺泡细胞中合成并储存在腺泡细胞顶端的膜结合颗粒内。颗粒从细胞中释放出来是被荷尔蒙信号或神经冲动所刺激，颗粒溢出到通向十二指肠的导管中。

## 激活
糜蛋白酶原在进入消化道之前必须处于非活性状态。这可以防止对胰腺或任何其他器官的损害。它被另一种称为胰蛋白酶的酶激活为活性形式。这种活性形式称为π-糜蛋白酶，用于制造α-糜蛋白酶。胰蛋白酶切割糜蛋白酶原中精氨酸-15和异亮氨酸-16之间的肽键。这会在π-糜蛋白酶分子中产生两个肽，它们通过二硫键结合在一起。一种π-糜蛋白酶通过破坏亮氨酸和丝氨酸肽键作用于另一种。活化的π-糜蛋白酶与其他π-糜蛋白酶分子反应，裂解出两个二肽，即丝氨酸-14-精氨酸-15和苏氨酸-147-天冬酰胺-148。该反应产生α-糜蛋白酶。α-糜蛋白酶的产量会受到诸如苯丙酸盐等抑制剂的影响，也受pH、温度和氯化钙的影响。
可以使用荧光探针6-对甲苯胺基萘磺酸（TNS）研究活化过程。 TNS与胰凝乳蛋白酶原形成共价键，并且当键在胰蛋白酶存在下断裂形成胰凝乳蛋白酶时，荧光增加。